# Chalatenango (departement)
Chalatenango is een departement van El Salvador, gelegen in het noordwesten van het land. De hoofdstad is de gelijknamige stad. Het departement Chalatenango omvat 2017 km² en heeft 203.115 inwoners (2016).
Las Matras Archaeological Ruins bevat de overblijfselen van prehistorische bewoning en grotten waarin op de rotswanden is geschreven. Chalatenango werd op 14 februari 1855 een departement.
Het hoogste punt van El Salvador is in Chalatenango gelegen. Het gaat om Cerro El Pital, die 2730,06 meter hoog is.

## Gemeenten
Het departement bestaat uit 33 gemeenten:
1. Agua Caliente
2. Arcatao
3. Azacualpa
4. Cancasque
5. Chalatenango
6. Citalá
7. Comalapa
8. Concepción Quezaltepeque
9. Dulce Nombre de María
10. El Carrizal
11. El Paraíso
12. La Laguna
13. La Palma
14. La Reina
15. Las Flores
16. Las Vueltas
17. Nombre de Jesús
18. Nueva Concepción
19. Nueva Trinidad
20. Ojos de Agua
21. Potonico
22. San Antonio de la Cruz
23. San Antonio Los Ranchos
24. San Fernando
25. San Francisco Lempa
26. San Francisco Morazán
27. San Ignacio
28. San Isidro Labrador
29. San Luis del Carmen
30. San Miguel de Mercedes
31. San Rafael
32. Santa Rita
33. Tejutla

Ahuachapán · Cabañas · Chalatenango · Cuscatlán · La Libertad · La Paz · La Unión · Morazán · San Miguel · San Salvador · San Vicente · Santa Ana · Sonsonate · Usulután